# Guiorgui Guiorgadze
Guiorgui Guiorgadze (10 d'octubre de 1964) és un jugador d'escacs georgià, que té el títol de Gran Mestre des de 1993, i el d'àrbitre internacional des del 2013.
Tot i que roman inactiu des de l'octubre de 2008, a la llista d'Elo de la FIDE del desembre de 2021, hi tenia un Elo de 2584 punts, cosa que en feia el jugador número 4 de Geòrgia. El seu màxim Elo va ser de 2612 punts, a la llista de juliol de 2003 (posició 87 al rànquing mundial).

## Resultats destacats en competició
El juliol de 1998 fou subcampió de l'Obert de Benasc amb 6½ punts de 9 (el campió fou Roberto Cifuentes Parada). El 2002 va guanyar el VII Magistral (mixt) Vila de Benasc.
El 2008 fou elegit president de la Federació d'Escacs de Geòrgia, i el 2014 fou reelegit.

### Participació en olimpíades d'escacs
Guiorgadze ha participat, representant Geòrgia, en cinc Olimpíades d'escacs entre els anys 1992 i 2000 (tres cops com a 2n tauler), amb un resultat de (+21 =26 –10), per un 59,6% de la puntuació. El seu millor resultat el va fer a l'Olimpíada del 1996 en puntuar 8½ de 12 (+6 =5 -1), amb el 70,8% de la puntuació, amb una performance de 2718, i que li significà aconseguir la medalla de bronze individual del segon tauler.